# Pat Symonds
Patrick (Pat) Bruce Reith Symonds (ur. 11 czerwca 1953 w Anglii) – Brytyjczyk, były dyrektor inżynierii zespołu Renault F1.

## Życiorys
Ukończył Szkołę Greshama w Holt w hrabstwie Norfolk. Początkowo był członkiem zespołu Benetton. W 1997, po odejściu Rossa Brawna do Ferrari, Pat Symonds został dyrektorem technicznym teamu. W 2001 objął stanowisko dyrektora inżynierii, które utrzymał po przekształceniu Benettona w fabryczną ekipę Renault w 2002.
W 2009, po ujawnieniu tzw. afery singapurskiej, 16 września Pat Symonds i Flavio Briatore opuścili zespół. Zgodnie w werdyktem FIA wydanym 21 września 2009, Symonds nie może pracować w Formule 1 przez pięć lat. Złożył wniosek o anulowanie kary. 16 lipca 2013 roku Williams potwierdził, że Pat Symonds zostanie nowym dyrektorem technicznym. Pracę w zespole na tym stanowisku rozpoczął 19 sierpnia 2013 roku.